# Rafael de Benavides (alcalde mayor)
Rafael de Benavides (Cádiz, Reino de Sevilla, Reino de las Españas c. 1720s-Nueva Guatemala de la Asunción c. 1790s) fue un teniente de infantería que ejerció el cargo de corregidor de Chiquimula de la Sierra (de 1757 a 1764), y que fue nombrado como alcalde mayor interino de San Salvador (en 1773, que declinó por no poder pagar la fianza requerida).

## Biografía
Rafael de Benavides nació en la ciudad de Cádiz, Reino de Sevilla del Reino de las Españas, por la década de 1720s. Contraería matrimonio con María Rodríguez Panonia, con quien engendraría un hijo llamado Salvador. Se dedicaría a la carrera de las armas, comenzando en 1739 como cadete del regimiento de caballería de "Quantiosos de Andalucía", donde estaría sirviendo hasta el año de 1641; cuando pasaría a formar parte de los Reales Guardias de Corps, siendo oficial de este cuerpo desde 1749 a 1756, llegando al rango de teniente de infantería.
En marzo de 1756 el rey Fernando VI lo nombró como corregidor de Chiquimula de la Sierra; por lo que el 17 de enero de 1757 se embarcó hacia el continente americano, en compañía de su esposa e hijo; tomando posesión en el mes de octubre de ese año, obteniendo a su vez el título de teniente de capitán general de esa provincia. Durante su mandato, el territorio del corregimiento de Acasaguastlán sería agregado definitivamente a la jurisdicción de Chiquimula.
Ejercería el cargo de corregidor hasta el año de 1764; luego de lo cual se quedaría residiendo en la ciudad de Santiago de Guatemala, donde se lo comisionaría en 1770 para que llevase a cabo el juicio de residencia del alcalde mayor de Huehuetenango y Totonicapán Juan Bacaro.
En enero de 1773 solicitó al gobierno que le otorgarse interinamente el puesto de San Salvador, que estaba vacante debido al fallecimiento de su propietario Bernabé de la Torre Trasierra; el 28 de enero de ese año se le concedió dicho nombramiento, pero -debido a no poder pagar la fianza que se requería- declinó el cargo el 10 de abril. Después de eso no se sabe más de él, probablemente fallecería en la ciudad de la Nueva Guatemala de la Asunción por la década de 1790s.